# Liiva (Kose)
Liiva – wieś w Estonii, w prowincji Harju, w gminie Kose.